# Катаб
Катаб је народ у Нигерији, у чијем саставу су племена Катаб или Атјап (енгл. Kataf, Atyap), Икулу, Џаба, Качичере, Кагома и Кагоро, настањен на југоистоку државе Кадуна и суседном подручју државе Бенуе.
Има их 434.155, користе језик подгрупе бенуе-конго групе нигер-конго нигерокордофанске породице језика. Вера су традиционална месна веровања.